# Hungarian Football League 2014
La Hungarian Football League 2014 è la 9ª edizione del campionato di football americano di primo livello, organizzato dalla MAFSZ.

## Squadre partecipanti
| Club                | Città    | Stadio | Sponsor ufficiale | Risultato nella stagione 2013 |
| ------------------- | -------- | ------ | ----------------- | ----------------------------- |
| Budapest Hurricanes | Budapest |        |                   |                               |
| Budapest Wolves     | Budapest |        |                   |                               |
| Győr Sharks         | Győr     |        |                   |                               |
| Újbuda Rebels       | Budapest |        |                   |                               |

## Stagione regolare

### Calendario

#### 1ª giornata
| 6 settembre 2014 | Győr Sharks | 9 – 21 (3-7 0-0 0-7 6-7) referto | Újbuda Rebels |  |

| Budapest 7 settembre 2014 | Budapest Hurricanes | 55 – 42 (7-21 14-7 27-7 7-7) referto | Budapest Wolves | Építők Sporthostel |

#### 2ª giornata
| 14 settembre 2014 | Budapest Wolves | 24 – 0 (0-0 7-0 3-0 14-0) referto | Újbuda Rebels |  |

#### 3ª giornata
| Budapest 27 settembre 2014 | Újbuda Rebels | 27 – 28 (3-0 14-7 10-14 0-7) referto | Budapest Hurricanes |  |

| 27 settembre 2014 | Győr Sharks | 19 – 44 (13-9 6-14 0-15 0-6) referto | Budapest Wolves |  |

#### 4ª giornata
| Budapest 4 ottobre 2014 | Budapest Hurricanes | 27 – 44 (7-6 13-12 0-6 7-20) referto | Újbuda Rebels | Építők Sporthostel |

| 4 ottobre 2014 | Budapest Wolves | 58 – 19 (16-0 20-7 7-6 15-6) referto | Győr Sharks |  |

#### Recuperi 1
| Győr 11 ottobre 2014 | Győr Sharks | 13 – 48 (0-7 7-14 0-13 6-14) referto | Budapest Hurricanes |  |

#### 5ª giornata
| Budapest 19 ottobre 2014 | Budapest Hurricanes | 28 – 20 (7-7 7-6 7-7 7-0) referto | Győr Sharks | Építők Sporthostel |

| 19 ottobre 2014 | Újbuda Rebels | 32 – 27 (6-10 14-7 6-7 6-3) referto | Budapest Wolves |  |

#### 6ª giornata
| Budapest 25 ottobre 2014 | Budapest Wolves | 42 – 41 (14-14 14-20 7-7 7-0) referto | Budapest Hurricanes |  |

| 26 ottobre 2014 | Újbuda Rebels | 42 – 7 (14-0 0-7 14-0 14-0) referto | Győr Sharks |  |

### Classifica
Le classifiche della regular season sono le seguenti:
- PCT = percentuale di vittorie, G = partite giocate, V = partite vinte,  P = partite perse, PF = punti fatti, PS = punti subiti

| Pos. | Squadra             | PCT  | G | V | N | P | PF  | PS  |
| ---- | ------------------- | ---- | - | - | - | - | --- | --- |
| 1    | Budapest Wolves     | .667 | 6 | 4 | 0 | 2 | 237 | 166 |
| 2    | Újbuda Rebels       | .667 | 6 | 4 | 0 | 2 | 166 | 122 |
| 3    | Budapest Hurricanes | .667 | 6 | 4 | 0 | 2 | 227 | 188 |
| 4    | Győr Sharks         | .000 | 6 | 0 | 0 | 6 | 87  | 241 |

## IX Hungarian Bowl
| Budapest 15 novembre 2014, ore 14:00 | Budapest Wolves | 9 – 19 (9-3 0-0 0-13 0-3) referto                                                                            | Újbuda Rebels | BVSC Stadion (6000 spett.) |
| Piros Q1 ( TD ) pass from Wágner ? Q1 ( pat ) Horváth Q1 ( saf ) Marcatori Szentirmai Q1 ( FG ) 24yd Kocsis Q3 ( TD ) 14yd pass Kocsis Q3 ( TD ) 22yd pass ? Q2 ( pat ) Szentirmai Q4 ( FG ) 31yd |                 | |               |                            |
| |                 | |               |                            |
| Piros Q1 (TD) pass from Wágner ? Q1 (pat) Horváth Q1 (saf) | Marcatori       | Szentirmai Q1 (FG) 24yd Kocsis Q3 (TD) 14yd pass Kocsis Q3 (TD) 22yd pass ? Q2 (pat) Szentirmai Q4 (FG) 31yd |               |                            |

## Verdetti
- Újbuda Rebels Campioni dell'Ungheria 2014